# ローガー・クルーゲ
ローガー・クルーゲ（Roger Kluge、1986年2月5日 - ）は、ドイツ、アイゼンヒュッテンシュタット出身の自転車競技選手。

## 来歴
トラックレースとロードレースで活動している。
2016年、ジロ・デ・イタリアにおいてグランツール初勝利を挙げる。

### 2007年
- ドイツ選手権・ポイントレース 優勝
- ブランデンブルク・ルントファールト 総合優勝
- UCIトラックワールドカップ2007-2008
  - シドニー大会 スクラッチ 優勝

### 2008年
- トラックレース世界選手権
  - マディソン 2位
  - スクラッチ 3位
- 北京オリンピック
  -  ポイントレース 2位
  - マディソン 5位
- ブランデンブルク・ルントファールト 総合優勝
- UCIトラックワールドカップ2008-2009
  - シドニー大会 マディソン 優勝（+ オラフ・ポラク）

### 2009年
- ドイツ選手権
  - 団体追抜 優勝 （+ ロベルト・バルトコ、ヨハネス・カーラ、シュテファン・シャファー）
  - マディソン 優勝（+ オラフ・ポラク）
- 欧州選手権・マディソン 優勝（+ ロベルト・バルトコ）
- アムステルダム6日間レース 優勝（+ ロベルト・バルトコ）

### 2010年
- チーム・ミルラムに移籍。
- ツール・ド・フランス 第9ステージ不出走
- アムステルダム6日間レース 優勝（+ ロベルト・バルトコ）
- 欧州選手権・オムニアム 優勝
- ノイセーン・クラシックス 優勝

### 2011年
- スキル・シマノに移籍。
- ベルリン6日間レース 優勝（+ ロベルト・バルトコ）
- UCIトラックワールドカップ2011-2012
  - アスタナ - オムニアム 優勝

### 2012年
- クラシカ・デ・アルメリア 3位
- ロンドン五輪・オムニアム 4位

### 2013年
- ネットアップ・エンデューラへ移籍

### 2014年
- IAMサイクリングへ移籍

### 2016年
- ジロ・デ・イタリア　区間優勝（第17ステージ）

### 2017年
- ミッチェルトン・スコットへ移籍

- ロット・ソウダルへ移籍